# فريدوم فورس (لعبة فيديو 2002)
فريدوم فورس (بالإنجليزية: Freedom Force) ، هي لعبة إلكترونية من نوع أكشن مغامرات، صدرت اللعبة عام 2002م، وتعمل نظام التشغيل كل من ماكنتوش ومايكروسوفت ويندوز.

## وصلات خارجية
- فريدوم فورس على موقع IMDb (الإنجليزية)

- Official Freedom Force site نسخة محفوظة 1 أكتوبر 2014 على موقع واي باك مشين.
- Freedom Force FAQ (mirror)
- Freedom Force على موبي غيمز
- Freedom Reborn wiki site
- HeroForce, Freedom Force add-on content site